# Zeuxevania splendidula
Zeuxevania splendidula är en stekelart som först beskrevs av Costa 1884.  Zeuxevania splendidula ingår i släktet Zeuxevania och familjen hungersteklar. Inga underarter finns listade i Catalogue of Life.